# Nafta Súper
Nafta Súper es una serie de televisión argentina creada por Leonardo Oyola y Nicanor Loreti y dirigida por Loreti. La serie es la secuela directa de la película Kryptonita, dirigida por Loreti, la cual está basada en la novela homónima escrita por Oyola. Se estrenó el 16 de noviembre de 2016 por Space. El guion estuvo a cargo de Oyola y Loreti.

## Sinopsis
Los siete más buscados de La Matanza -la llamada "banda del Nafta Súper"- vuelven a reunirse por primera vez en diez meses porque están bajo ataque, y los buscan viejos enemigos: siempre con la Policía detrás de ellos, descubren además que el Cabeza de Tortuga, némesis de Nafta Súper, ha reaparecido. Todo indica ser parte del plan de un peligroso traficante que está echando raíces en el barrio y no quiere compartirlo. Al mismo tiempo, El Federico, un integrante fundamental de la Banda, es acusado de haber asesinado al líder de la pandilla enemiga y la venganza es una amenaza implacable. Necesitan que vuelva su líder, que vuelva Nafta Súper. Pero hay un problema: desde aquella noche loca en el Hospital Paroissien, nada se sabe de él.

## Reparto
- Juan Palomino como Pini (Nafta Súper) / Superman.
- Diego Cremonesi como Ráfaga / Flash.
- Lautaro Delgado como Lady Di / Mujer Maravilla.
- Pablo Rago como El Federico / Batman.
- Sofía Palomino como Cuñatai Güirá / Chica Halcón.
- Diego Capusotto como Corona / The Joker.
- Carca como Juan Raro / Detective Marciano.
- Darío Lopilato como El Faisán / Linterna Verde.
- Jazmín Stuart como La Mishi / Gatúbela.
- Emme como La Jabru / Zatanna.
- Sebastián de Caro como Teniente Ranni / James Gordon.
- Peto Menahem como El Vidrio / Mirror Master.
- Luisana Lopilato como Dra. Reyes / Harley Quinn.
- Alejandro Awada como Comisario Márquez.
- Naiara Awada como Oficial Márquez / Oracle.
- Edgardo Castro como Sabiola / Brainiac.
- Gabriel Schultz como Oficial Olfa / Harvey Bullock.
- Diego Gentile como Javier / Robin (Jason Todd).
- Pablo Cedrón como El Ejecutor / Deadshot.
- Sergio Boris como Caracol Demente / Flecha Verde.
- Paula Kohan como Tigresa del Oeste / Cheetah.
- Noelia Vergini como Boquita / Canario Negro.
- Paula Manzone como Chica Unicornio / Vixen.
- Walter Broide como Hombre Mochila Lanzallamas / Firefly.
- Marcelo Melingo como Padre de El Federico / Dr. Thomas Wayne.
- Sofía Gala como Lulu / Carol Ferris.
- Agustín Furio como El Federico niño / Bruce Wayne.

### Invitados especiales
- Martín Fabio como Gotera.
- Daniel Valenzuela como El Pelado / Lex Luthor.
- Darío Levy como Ventura.
- Pablo Pinto como Cabeza de Tortuga / Doomsday.
- Diego Velázquez como El Tordo (Dr. González).
- Susana Varela como Nilda (Enfermera Nilda).
- Carozo y Narizota como ellos mismos.
- Ariel Staltari y Jorge Sesán como El Jardinero y El Caníbal (hinchas de Laferrere) / Green Lantern Corps.
- Ayar Blasco como Paraguayo.
- Mauro Szeta y Victoria Maurette como conductores de NT8.
- Manuel Vicente como Mario (Artillería) / Deathstroke.
- Moro Anghileri como Lu / Lois Lane.
- Hugo "Kato" Quiril como Secuaz.
- Vic Cicuta como Hijo Pelado / Alexander Luthor Jr.

## Episodios
| N.º | Título                                 | Dirigido por   | Escrito por                                     | Fecha de emisión original |
| --- | -------------------------------------- | -------------- | ----------------------------------------------- | ------------------------- |
| 1 | «Pesadilla en lo profundo de la noche» | Nicanor Loreti | Leo Oyola, Nicanor Loreti                       | 16 de noviembre de 2016   |
| Los héroes suburbanos sufren violentos ataques y se reúnen para averiguar quién se propone eliminarlos. Se refugian en el cabaret de la Miyi (Jazmín Stuart), un viejo amor del Federico (Pablo Rago). El video de un crimen siembra dudas en la banda.                                                                                              |                                        |                |                                                 |                           |
| 2 | «Las chicas solo quieren divertirse»   | Nicanor Loreti | Leo Oyola, Nicanor Loreti                       | 16 de noviembre de 2016   |
| Tras resistir un ataque y limar asperezas entre el Federico (Pablo Rago) y el Ráfaga (Diego Cremonesi), la banda investiga quién quiere adjudicarle el crimen del pandillero. Cabeza de Tortuga (Pablo Pinto) irrumpe en el cabaret y enfrenta a las chicas.                                                                                         |                                        |                |                                                 |                           |
| 3 | «El guerrero rojo»                     | Nicanor Loreti | Leo Oyola, Nicanor Loreti & Camilo De Cabo      | 23 de noviembre de 2016   |
| Para probar su inocencia, el Federico (Pablo Rago) acude a un aliado policial, el Teniente Ranni (Sebastián De Caro). Mientras, el Ráfaga (Diego Cremonesi) busca al Vidrio (Peto Menahem), un criminal que puede ayudar a que la banda vuelva a La Matanza.                                                                                         |                                        |                |                                                 |                           |
| 4 | «Tras la esmeralda perdida»            | Nicanor Loreti | Bruno Luciani, Nicanor Loreti & Leonardo Oyola  | 23 de noviembre de 2016   |
| Aterrado por su cercana paternidad, el Faisán (Darío Lopilato) engaña a su mujer embarazada con Lulú (Sofía Gala). En una huida imprevista, pierde su anillo: no es bueno estar sin su poderosa alhaja verde justo cuando atacan la Policía y la pandilla Mara.                                                                                      |                                        |                |                                                 |                           |
| 5 | «Danza con lobos»                      | Nicanor Loreti | Paula Manzone, Nicanor Loreti & Leonardo Oyola  | 30 de noviembre de 2016   |
| El Ráfaga (Diego Cremonesi) sospecha que Lu (Moro Anghileri), la mujer de Nafta Súper (Juan Palomino), está en peligro. Se dispone a advertirle, pero es emboscado. Lu y su hijo ya están rodeados cuando la enfermera Nilda (Susana Varela) acude al rescate.                                                                                       |                                        |                |                                                 |                           |
| 6 | «Arma mortal»                          | Nicanor Loreti | Camilo De Cabo, Nicanor Loreti & Leonardo Oyola | 30 de noviembre de 2016   |
| Lu (Moro Anghileri) está en manos de Vidrio (Peto Menahem), por lo que Nafta Súper (Juan Palomino) debe regresar a La Matanza. Pero el Ejecutor (Pablo Cedrón) y Demente Caracol (Sergio Boris) se involucran en el secuestro. Y tienen sus propios planes.                                                                                          |                                        |                |                                                 |                           |
| 7 | «Desaparecido en acción»               | Nicanor Loreti | —                                               | 7 de diciembre de 2016    |
| El Federico (Pablo Rago) descubre quién lo inculpó en el crimen del pandillero y revuelve su doloroso pasado, conectado con su padre y con Corona (Diego Capusotto), un temible oficial cuyo futuro en la Policía depende de su psicóloga designada, la Dra. Reyes (Luisana Lopilato).                                                               |                                        |                |                                                 |                           |
| 8 | «Retroceder nunca, rendirse jamás»     | Nicanor Loreti | —                                               | 7 de diciembre de 2016    |
| Los Maras capturan al Federico (Pablo Rago) y a Corona (Diego Capusotto) al mismo tiempo, creyendo que el primero fue el asesino de su líder. Nafta Súper (Juan Palomino), el Faisán (Darío Lopilato), Juan Raro (Carca), Lady Di (Lautaro Delgado), el Ráfaga (Diego Cremonesi) y la Mishi (Jazmín Stuart) preparan el rescate: la banda ha vuelto. |                                        |                |                                                 |                           |

## Premios y nominaciones

### Premios Cóndor de Plata
| Año  | Categoría                                          | Candidato   | Resultado | Ref.  |
| ---- | -------------------------------------------------- | ----------- | --------- | ----- |
| 2017 | Mejor Serie Audiovisual para Plataformas Digitales | Nafta Súper | Ganador   | [ 2 ] |

### Premios Fénix
| Año  | Categoría              | Candidato   | Resultado | Ref.  |
| ---- | ---------------------- | ----------- | --------- | ----- |
| 2017 | Mejor Serie de Comedia | Nafta Súper | Nominado  | [ 3 ] |